# Форт Ричи (Мериленд)
Форт Ричи (енгл. Fort Ritchie) насељено је место без административног статуса у америчкој савезној држави Мериленд.

## Демографија
По попису из 2010. године број становника је 314, што је 38 (13,8%) становника више него 2000. године.
| Група             | 2000.       | 2010.       |
| Белци             | 179 (64,9%) | 277 (88,2%) |
| Афроамериканци    | 49 (17,8%)  | 25 (8,0%)   |
| Азијати           | 5 (1,8%)    | 0 (0,0%)    |
| Хиспаноамериканци | 17 (6,2%)   | 2 (0,6%)    |
| Укупно            | 276         | 314         |